# P-Cygni-Profil

P-Cygni-Profil

Das P-Cygni-Profil einer Spektrallinie (benannt nach dem typischen Vertreter P Cygni) entsteht durch einen Sternwind und ist charakterisiert durch eine breite unverschobene Emissionslinie, die auf der blauen Seite von einer engen blauverschobenen Absorptionslinie begrenzt wird.
Ist ein Stern von einer dichten schnell expandierenden Hülle umgeben, so zeigt sich dies im P-Cygni-Profil einiger Spektrallinien. Die Blauverschiebung ist eine Folge des Dopplereffektes, weil sich ein Teil der Hülle auf die Erde zu bewegt. Sie tritt in Absorption auf, weil das vom Stern ausgehende Licht in der Hülle absorbiert und gestreut wird. Von dem nicht auf die Erde gerichteten Teil der Hülle wird ein Strahlungsüberschuss in Form der breiten Emissionslinie empfangen. Mit Hilfe des P-Cygni-Profils können die Expansionsgeschwindigkeit und die Ionendichte der Hülle bestimmt werden.
P-Cygni-Profile sind u. a. nachgewiesen worden bei Novae, Supernovae, T-Tauri-Sternen, den Zentralsternen planetarischer Nebel und in den molekularen Winden aktiver Galaxien.